# Scuola di Pavia
La scuola di Pavia fu un celebre centro di formazione di studi giuridici e arti liberali che fiorì tra il X e l'XI secolo a Pavia, all'epoca capitale del Regnum Italiae. Nell'825 il re carolingio Lotario I emanò il capitolare olonese (emanato nel palazzo Reale di Corteolona), grazie al quale molti studenti di diritto affluirono verso la scuola da tutte le parti dell'Italia settentrionale. Il suo grande prestigio si deve anche alla presenza del tribunale supremo, detto palatinum, dove si dibattevano le cause più importanti del Regno alla presenza del re e, pertanto, tale scuola aveva il dovere di formare giuristi più preparati rispetto alle altre affinché potessero affrontare tali procedimenti.
La scuola era ospitata nel palazzo Reale, complesso che si strutturava su un vasto insieme di edifici, che non solo ospitava la corte del sovrano, ma anche l'amministrazione del Regno. L'opera più importante prodotta dalla scuola fu l'Expositio ad Librum Papiensem, redatta intorno al 1070, nella quale viene commentata analiticamente la legislazione dal re Rotari fino all'imperatore Enrico II. L'opera riveste particolare importanza, innanzitutto perché testimonia che nella scuola lavorarono molti maestri, alcuni di essi definiti "antichissimi", che, nel corso degli anni, hanno mutato le interpretazioni giuridiche riguardo a determinate norme. Vi è poi una nuova, e innovativa, modalità di studio del diritto, interpretando e mettendo in relazione le diverse norme grazie a principi e meccanismi tecnici, quali l'idea di legge generale e speciale o di successione di leggi nel tempo. Inoltre, nell'Expositio, vi è un certo recupero del diritto romano, definito Lex generalis omnium, e utilizzato come diritto sussidiario per ricavare principi per interpretare le leggi longobarde e franche e per colmare le loro lacune. Altre opere attribuibili alla scuola furono il Liber Papiensis e, verosimilmente, il Liber legis Langobardorum.